# Прапор Осло

Попередній прапор
(1924-2000)

Прапор Осло прийнятий як муніципальний прапор норвезької столиці Осло рішенням ради від січня 2000 року. Прапор можна описати так:
Синій з муніципальним гербом

## Історія
У річницю міста Осло в 1924 році було представлено міський прапор. На ньому було чотири рівні горизонтальні смуги - синя, біла, синя і біла. Кольори, ймовірно, були взяті з міської печатки, оскільки версія 1892 року часто зображувалася синьо-білим кольором. Цей прапор ніколи офіційно не затверджувався муніципальною радою, а також не вимагав затвердження, як того вимагає закон від 29 червня 1933 року про прапори на громадських будівлях муніципалітетів. У 1996 році синій колір був офіційно стандартизований. 
На річниці міста у 2000 році муніципалітет представив абсолютно новий прапор. На блакитному прапорі зображено міську печатку 1924 року. Цей прапор також не схвалений державою, тому його використання на муніципальних будівлях не є законним.

## Пов'язані зображення

Герб Осло
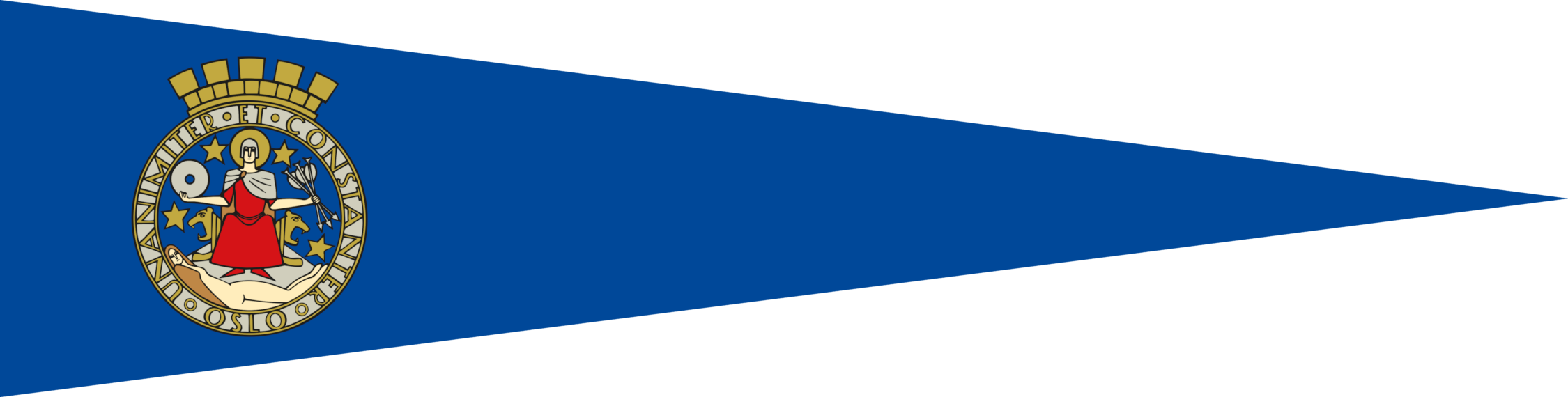
Вимпел Осло
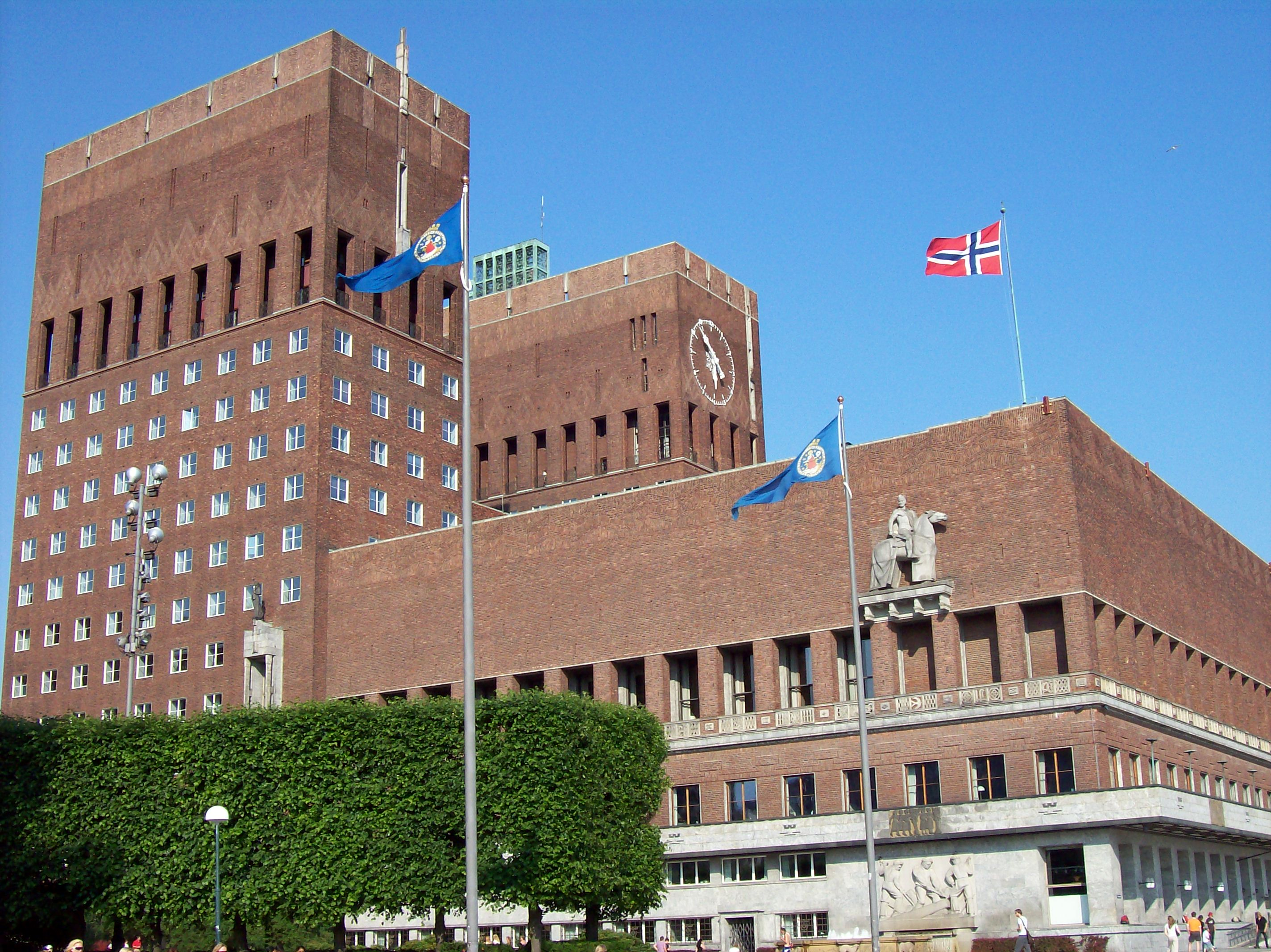
Вимпели Осло над ратушею